# Rigidoporus ulmarius
Rigidoporus ulmarius là một loài nấm chủ yếu sinh sống trên các cây lá rộng. Nó đã từng rất phổ biến trên cây đu.
Thân màu trắng có u nhỏ và khá cứng, phải cần lực khá lớn mỡi làm vỡ được. Thân cây già hơn được bao phủ bởi tảo xanh hoặc một phần bao phủ bởi cây cỏ và lá khiến khó nhận ra chúng.
Loài này phân bố ở châu Âu. Đây là loài không ăn được..

## Hình ảnh

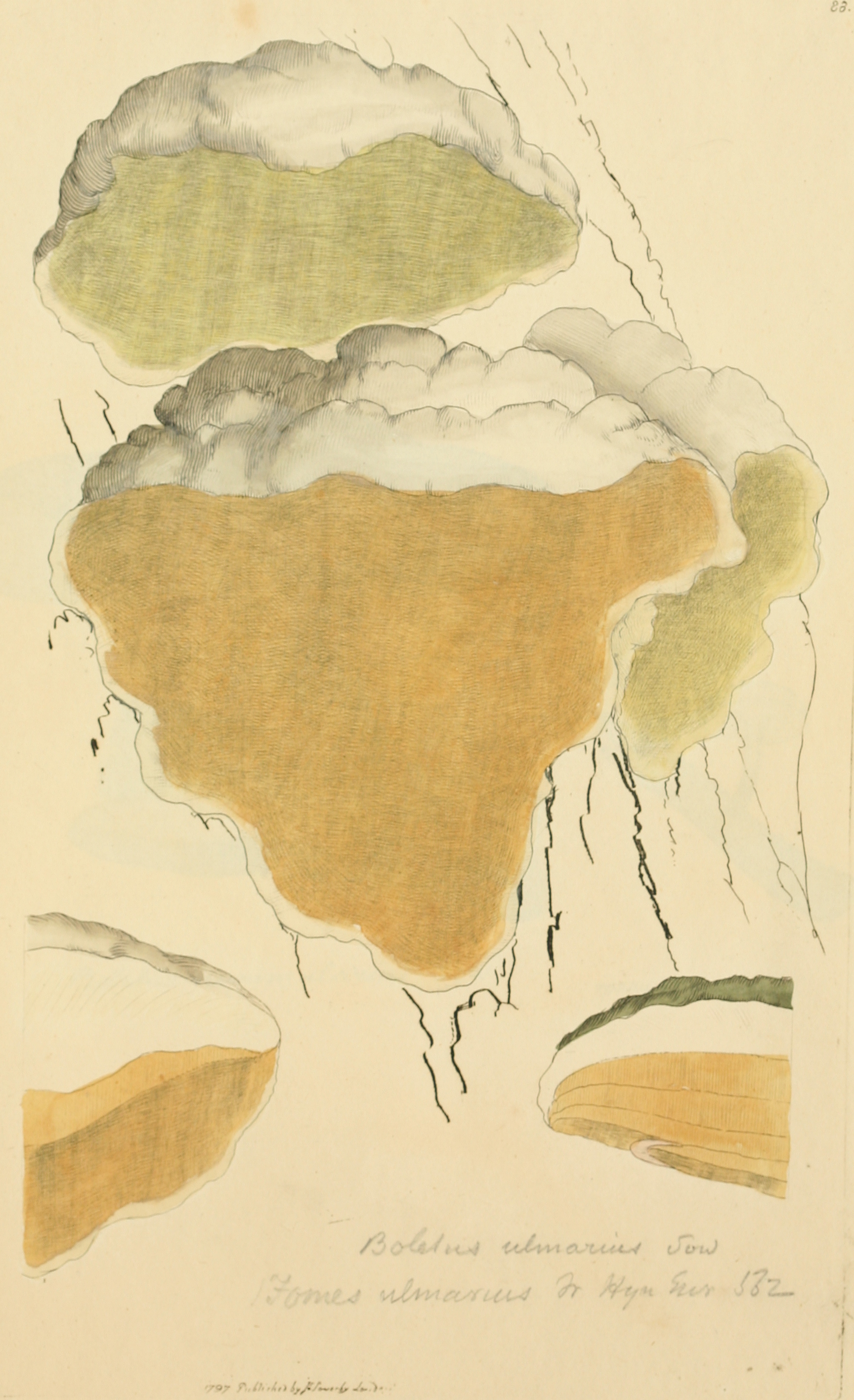
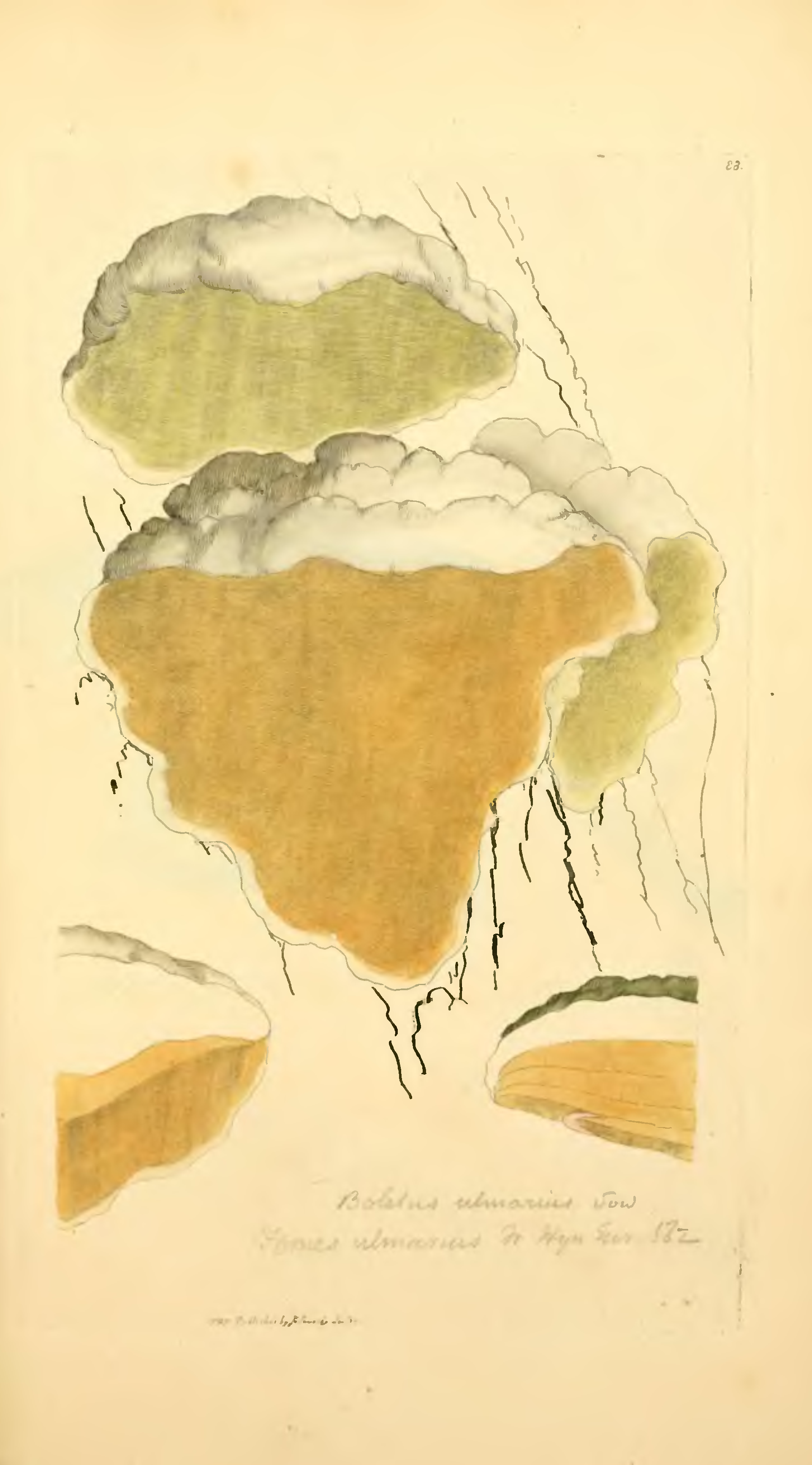